# Puszcza Pyzdrska

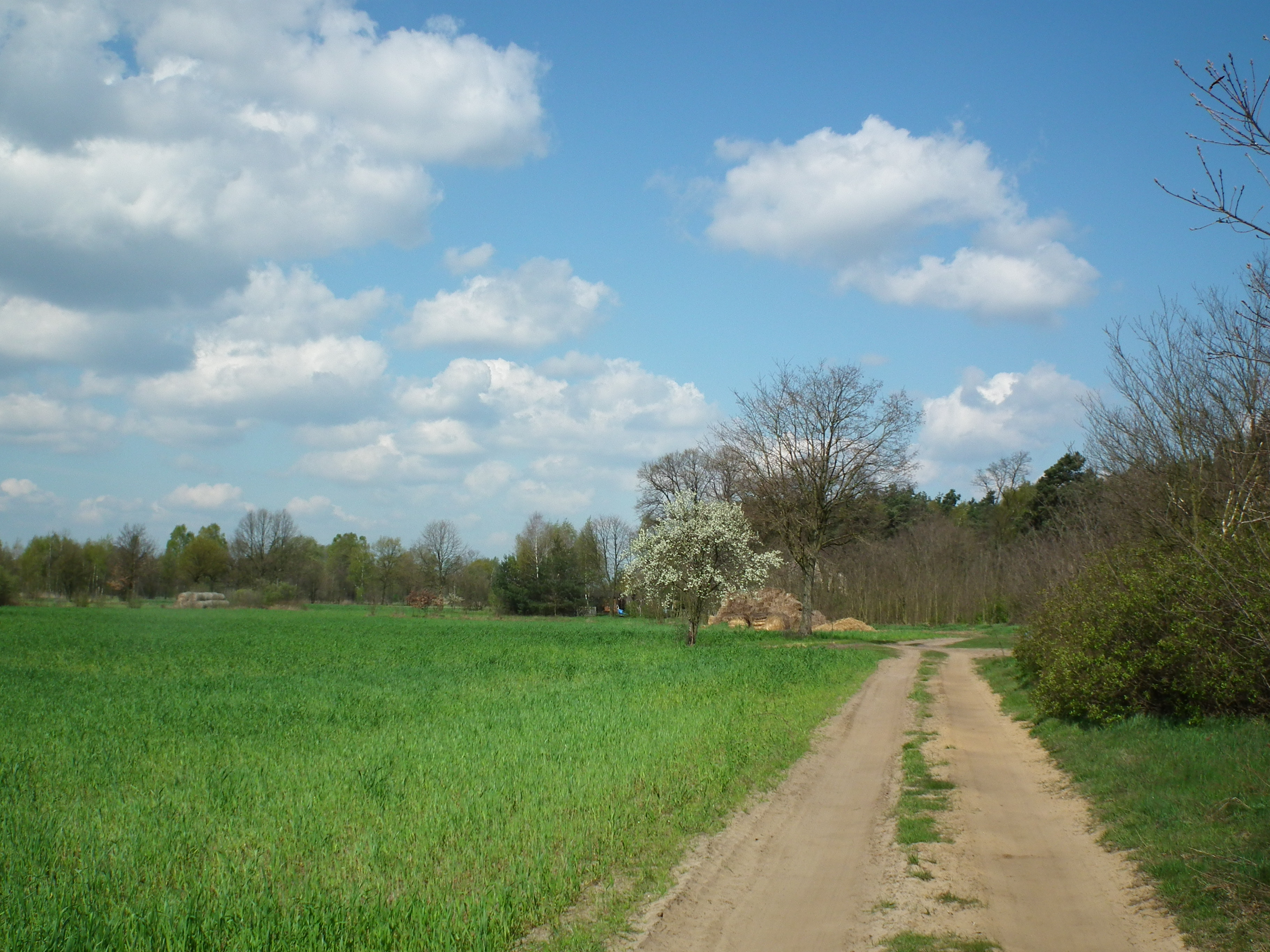
Krajobraz puszczański w rejonie Łazińska Pierwszego

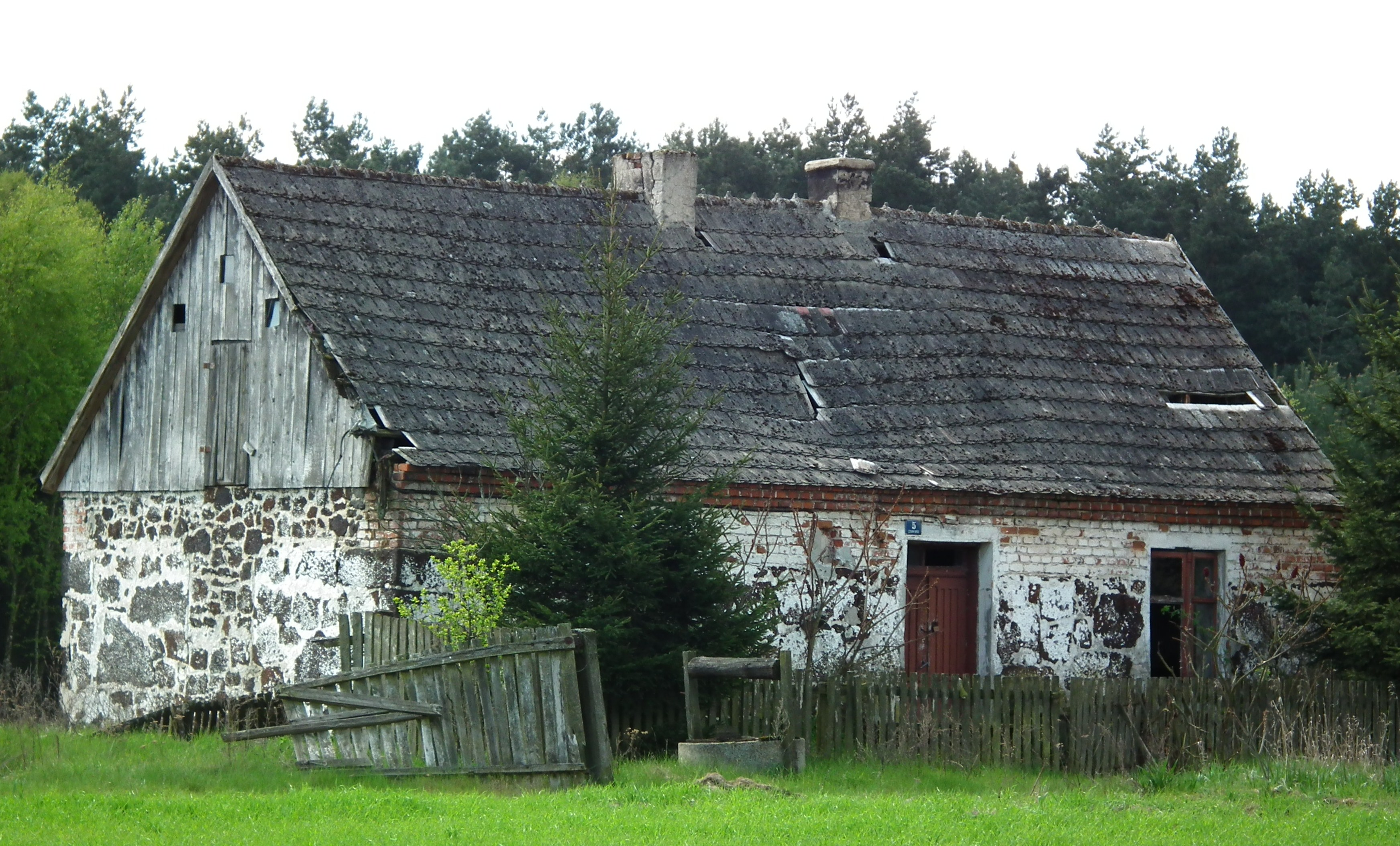
Architektura z rudy darniowej - chałupa w Czarnybrodzie

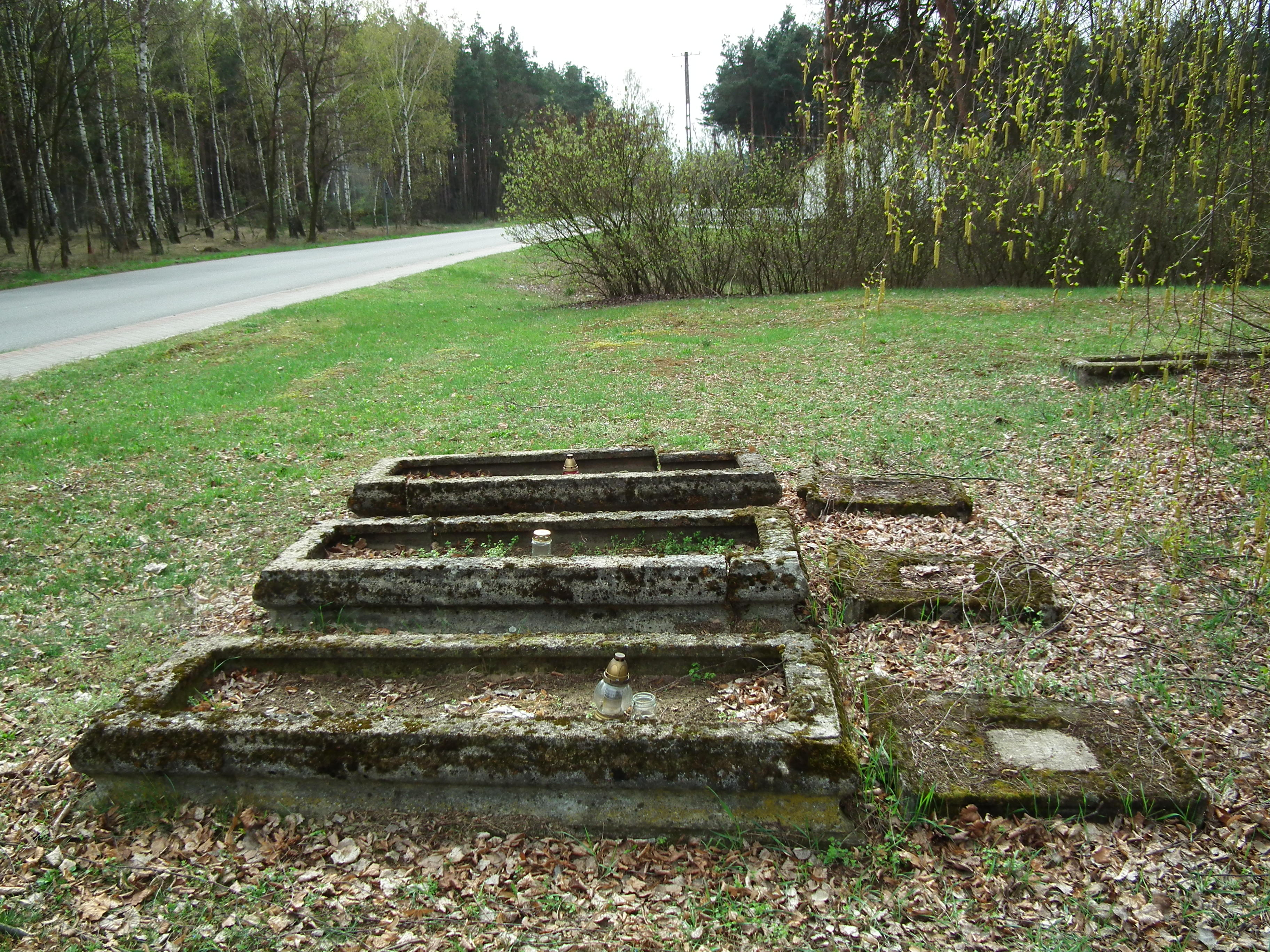
Cmentarz ewangelicki w Wierzchach

Puszcza Pyzdrska – puszcza w środkowej Polsce, na Nizinie Południowowielkopolskiej, na prawym brzegu dolnej Prosny; zajmuje Dolinę Konińską, Równinę Rychwalską i część Wysoczyzny Kaliskiej; podregion etnograficzny w Kaliskiem.

## Obszar
Puszcza Pyzdrska znajduje się na obszarze należącym do 10 gmin: Blizanów, Chocz, Gizałki, Grodziec, Mycielin, Pyzdry, Rychwał, Rzgów, Stawiszyn i Zagórów. Obszar ten jest położony aż na terenie 5 powiatów: wrzesińskiego, kaliskiego, konińskiego, pleszewskiego i słupeckiego.
W połowie XVIII w. puszcza obejmowała obszar 44 tys. ha. W chwili obecnej tereny zalesione stanowią tu ok. 26 tys. ha, z czego największy zwarty obszar leśny ma ok. 17 tys. ha. Większość lasów podlega Nadleśnictwu Grodziec.

## Nazwa
Nazwa puszczy pochodzi od Pyzdr - miasta królewskiego, jednego z najstarszych miast lokacyjnych w Wielkopolsce, którego własność w latach 1387–1793 stanowiło blisko 1/6 obszaru puszczy.

## Historia
Z uwagi na niesprzyjające warunki dla osadnictwa (słabe gleby i liczne bagna) obszar puszczy pozostawał niezasiedlony do końca XVII wieku. Wsie powstawały jedynie na jej obrzeżach. Dopiero w wiekach XVIII i XIX około siedemdziesiąt wsi założyli we wnętrzu puszczy osadnicy olęderscy, przybyli głównie z obszaru Niemiec na zaproszenie polskich właścicieli ziemskich. Tworzyli oni nie tylko wsie, ale całe sieci osadnicze z własnym samorządem, szkołami i kościołami. Wykarczowali około 50% obszaru puszczy. Do dziś pozostał po nich charakterystyczny krajobraz rozproszonych wsi i mozaiki pól, połączonych drogami polnymi i kanałami nawadniającymi. Po 1945 potomkowie Olędrów zostali w większości wysiedleni i wiele wsi wyludniło się, bądź całkowicie zanikło. Zarosła też lasami albo zabagniła się część pól. 
W latach 2009–2011 przeprowadzono prace badawcze w wyniku których wyodrębniono cechy wyróżniające architekturę regionu puszczy i stworzono zalecenia dla realizacji architektonicznych w ramach Puszczy Pyzdrskiej, częściowo z wykorzystaniem rudy darniowej (tzw. domy z żelaza).
Puszcza Pyzdrska jest jednym z największych skupisk wsi olęderskich w Polsce. Znajduje się tu ponad 70 miejscowości o takim rodowodzie. Krajobraz charakteryzuje się mozaiką lasów, pól i łąk, występowaniem obszarów bagnistych i polodowcowych wzniesień. Miejscowości mają przeważnie zabudowę rozproszoną, wiele domostw jest obecnie opuszczonych.
W krajobrazie występują pozostałości dawnego budownictwa wiejskiego, w tym domy z rudy darniowej („domy z żelaza”), domy z gliny i drewna. Pozostałością po osadnictwie olęderskim są m.in. obiekty sakralne:
- kaplica we Wrąbczynkowskich Holendrach,
- dawny ewangelicki dom modlitwy w Orlinie Dużej i pobliski cmentarz ogrodzony murem z rudy darniowej,
- kościół ewangelicki w Nowej Kaźmierce,
- kościół poewangelicki w Zamętach.

## Dziedzictwo kulturowe
Działania dotyczące dziedzictwa kulturowego Puszczy Pyzdrskiej realizowane są przez Towarzystwo Kulturalne „Echo Pyzdr” w takich projektach jak:
- „Puszcza Pyzdrska - Olędrzy i ich żelazne domy”,
- „Puszcza Pyzdrska - olęderskie tradycje budowlane”.